# Karl Walter Diess
Karl Walter Diess (Salisburgo, 25 gennaio 1928 – Frankfurt am Main, 30 marzo 2014) è stato un attore e doppiatore austriaco.

## Biografia
Karl Walter Diess si diploma al ginnasio come attore al Mozarteum di Salisburgo. Recita per sette anni al Deutsches Theater Göttingen per la regia di Heinz Hilpert, poi al Residenztheater di Monaco di Baviera, per undici anni. Recita anche al Münchner Kammerspiele e Bad Hersfelder Festspiele.
È noto per i suoi ruoli in Banditen der Autobahn del 1955 e in Der Alte, Tatort, Sonderdezernat K1, L'ispettore Derrick e Der Kommissar.
Recita come coprotagonista come Dr. Schäfer in La clinica della Foresta Nera, anche in La nave dei sogni, Auf Achse e Die Insel o come in romanzi di Rosamunde Pilcher.
Ha dato la voce a Roger Moore e Christopher Plummer.
Diess fu sposato con Miriam Spoerri con la quale ebbe una figlia. Muore in marzo 2014 a 86 anni per polmonite.

## Filmografia parziale
- 1955: Banditen der Autobahn
- 1961: Die Journalisten
- 1963: Dantons Tod (di Georg Büchner, Regia: Fritz Umgelter e Artur Müller)
- 1967: Die fünfte Kolonne – Ein Anruf aus der Zone
- 1967: Das Kriminalmuseum – Die rote Maske
- 1969: Pater Brown – Hölle, Hölle, Hölle
- 1969: Epitaph für einen König
- 1969: Der Kommissar – Die Schrecklichen
- 1969: Der Fall Liebknecht-Luxemburg
- 1970: Luftsprünge (serie televisiva)
- 1970: Wie ein Träne im Ozean
- 1970: Dem Täter auf der Spur – Schlagzeile: Mord
- 1970: 11 Uhr 20
- 1971: Hamburg Transit – Neue Medikamente
- 1971: Die drei Gesichter der Tamara Bunke
- 1971: Liebe ist nur ein Wort
- 1971: Und Jimmy ging zum Regenbogen
- 1971: Merkwürdige Geschichten: Die verhexte Bahnstation
- 1972: Das Geheimnis der Mary Celeste
- 1972: Die merkwürdige Lebensgeschichte des Friedrich Freiherrn von der Trenck
- 1972: Die rote Kapelle
- 1973: Supermarkt
- 1973: Der Kommissar: Schwarzes Dreieck
- 1974: Magdalena – vom Teufel besessen
- 1974: Die Antwort kennt nur der Wind
- 1974: Autoverleih Pistulla: Der ewig blaue Himmel
- 1975: Die Stadt im Tal
- 1975: Der Edelweißkönig
- 1975: L'ispettore Derrick: Kamillas junger Freund
- 1976: L'ispettore Derrick: Pecko
- 1976: Taxi 4012
- 1976: Anita Drögemöller und die Ruhe an der Ruhr
- 1977: Das Rentenspiel
- 1977: L'ispettore Derrick: Inkasso
- 1977: Sonderdezernat K1: 2:1 fürs SK1
- 1977: Tatort: Flieder für Jaczek
- 1978: Wallenstein
- 1978: Der Spinnenmörder
- 1979: L'ispettore Derrick: Die Puppe
- 1979: L'ispettore Derrick: Ein Kongress in Berlin
- 1979: Der Alte: Pensionstod
- 1980: Polizeiinspektion 1: Das Denkrohr
- 1980: Der Alte: Das letzte Wort hat die Tote
- 1981: Dr. Margarete Johnsohn
- 1981: L'ispettore Derrick: Tod eines Italieners
- 1982: Der Alte: Die Beute
- 1982: Schwarz Rot Gold: Kaltes Fleisch
- 1983: Der Trotzkopf
- 1983: Das Traumschiff: Marrakesch
- 1984: Der Alte: Reihe 7 Grab 11
- 1984: Der Alte: Der Klassenkamerad
- 1985: La clinica della Foresta Nera
- 1985: Tatort: Baranskis Geschäft
- 1985: Tatort: Tod macht erfinderisch
- 1986: Auf Achse (4 ep.)
- 1986: Der Fahnder: Der Parasit
- 1986: L'ispettore Derrick: Der Augenzeuge
- 1987: Die Insel (6 ep.)
- 1989: Fabrik der Offiziere
- 1990: Bismarck
- 1990: Der Alte: Mörderisches Inserat
- 1995: Eine Frau wird gejagt
- 1997: Der Alte: – Folge 230: Meine Rache ist der Tod
- 1997: Der Coup
- 2001: Du oder keine
- 2002: Singapur-Express – Geheimnis einer Liebe
- 2005: La clinica della Foresta Nera – Die nächste Generation